# Рукавишников, Борис Иванович
Борис Иванович Рукавишников (1901—1989) — биолог, энтомолог, специалист в области защиты растений от вредителей, лауреат Сталинской премии 1951 года.
Родился 25.07.1901 в Астрахани.
Работал во Всесоюзном институте защиты растений (Московское отделение), ВНИИ сельскохозяйственной и лесной авиации и Центральном тропическом институте Наркомздрава РСФСР (ныне Институт медицинской паразитологии и тропической медицины).
С 1927 года занимался разработкой авиационного метода борьбы с вредителями растений. В период работы старшим научным сотрудником Центрального тропического института (1930-е гг.) основной темой была борьба с малярийными комарами.
С 25.06.1941 по 1945 год на военной службе, интендант 2 ранга; майор административной службы; майор медицинской службы. Воинская часть: август 1941 — ноябрь 1944 санитарно-эпидемиологический отряд № 20 34-й Армии (Северо-Западный фронт), с ноября 1944 г. 71-й санитарно-эпидемиологический отряд 4-й Ударной армии. Награды: медаль «За боевые заслуги» (22.02.1943), орден Красной Звезды (03.03.1944), медаль «За победу над Германией в Великой Отечественной войне 1941—1945 гг.»
С 1947 по 1957 год доцент МСХА имени К. А. Тимирязева, читал курс энтомологии.
Кандидат биологических наук.
Основные направления научных исследований — биологические и химические методы борьбы с вредными насекомыми.
Увлекался альпинизмом.
Сталинская премия 1951 года — за разработку и внедрение авиационных методов защиты и повышения урожая с/х культур.
Сочинения:
- Половая стерилизация как метод борьбы с вредными насекомыми [Текст]. — Москва : [б. и.], [1965]. [Вып. дан. 1966]. — 180 с.; 20 см.
- Биологические методы борьбы с вредными насекомыми [Текст] / Б. И. Рукавишников, Н. М. Эдельман ; Под общ. ред. д-ра биол. наук Л. П. Познанина. — Москва : [б. и.], 1973. — 200 с. : ил.; 22 см.
- Озеро Иссык-Куль и хребет Терскей-Алатау / Б. И. Рукавишников. — Москва : Физкультура и спорт, 1970. — 120 с. : ил. — (По родным просторам)

Соавтор переводов и редактор:
- Химический метод борьбы с вредными насекомыми и клещами [Текст] : Сборник сокр. переводов и рефератов иностр. периодич. литературы / Отв. ред. [и авт. введ.] канд. биол. наук Б. И. Рукавишников. — Москва : Изд-во иностр. лит., 1956. — 495 с. : ил., карт.; 21 см.
- Сельскохозяйственная авиация [Текст] : защита растений и внесение удобрений : [сборник статей] : перевод с английского и французского / под общ. ред. и со вступ. статьей [с. 3-20] канд. биол. наук Б. И. Рукавишникова. — Москва : Колос, 1967. — 439 с. : черт.; 22 см.